# Hannah Glasse
Hannah Glasse, nata Allgood (marzo 1708 – 1º settembre 1770), è stata una scrittrice inglese di libri di cucina.
Viene principalmente ricordata per il suo best seller The Art of Cookery Made Plain and Easy, pubblicato per la prima volta nel 1747. Il libro, già ristampato nel suo primo anno di pubblicazione, apparve in 20 edizioni diverse nel XVIII secolo e continuò a essere pubblicato fino al 1846.

## Biografia

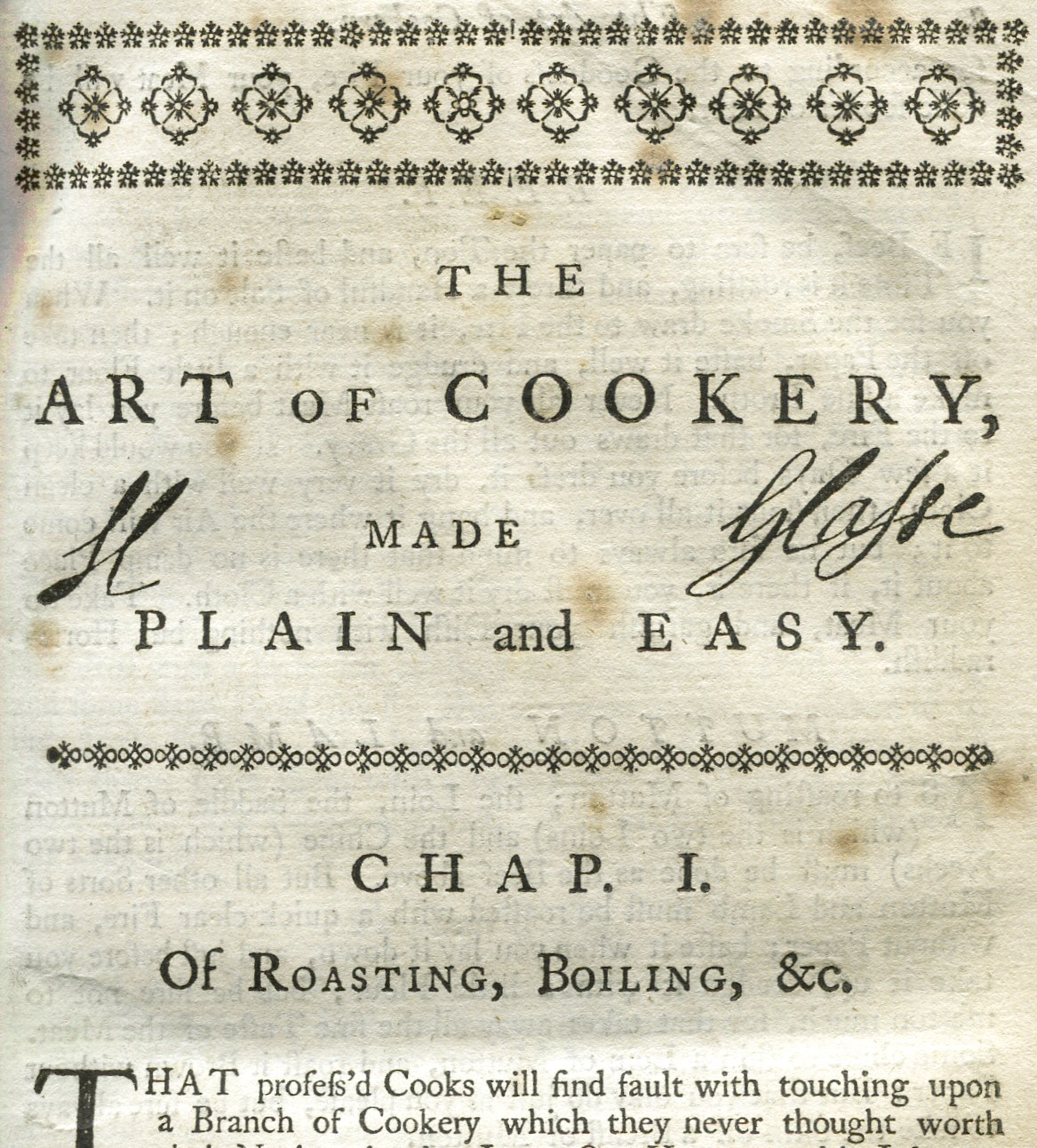
Firma di Hannah Glasse in cima al primo capitolo della sesta edizione (1758) del suo libro The Art of Cookery Made Plain and Easy

Glasse nacque nel 1708 e fu battezzata il 24 marzo 1708 nella chiesa di St Andrew Holborn di Londra.
Suo padre era Isaac Allgood, un proprietario terriero di Brandon e Simonburn, entrambi nel Northumberland. Sposò Hannah Clark, la figlia di un vinaio londinese. In una sua lettera, Hannah Glasse definì sua madre una malvagia disgraziata.
Il 5 agosto 1724, Glasse sposò un soldato irlandese di nome John Glasse a Leyton. Le lettere di Glasse rivelano che dal 1728 al 1732 la coppia lavorassero per il quarto conte di Donegall a Broomfield, nell'Essex. Successivamente, si spostarono a Londra.
L'identità di Glasse come autrice di uno dei libri di cucina più famosi del XVIII secolo fu confermata nel 1938 dallo storico Madeline Hope Dodds.
The Art of Cookery Made Plain and Easy fu pubblicato previo abbonamento nel 1747 e venduto, stando a quanto riporta il suo frontespizio, anche a Mrs. Ashburn's, un negozio di porcellane all'angolo di Fleet-Ditch. Una seconda edizione apparve prima della fine dell'anno. Inizialmente il libro non rivelava la sua paternità ed era attribuito a una signora. Ciò ha spinto James Boswell ad affermare erroneamente che esso sia stato scritto da John Hill, nel suo Vita di Samuel Johnson di James Boswell. Tuttavia, lo stesso Johnson smentì tale ipotesi.
Nel 1747, lo stesso anno in cui apparve il libro, John Glasse morì. Sempre in quell'anno, Glasse iniziò un'attività di sartoria in Tavistock Street, a Covent Garden, assieme alla figlia maggiore Margaret.
Nel 1754, Glasse andò in bancarotta. Le sue azioni non furono vendute all'asta dopo la bancarotta, poiché era tutto intestato a Margaret e fu costretta a mettere all'asta i diritti d'autore di The Art of Cookery il 29 ottobre dello stesso anno.
Il 17 dicembre 1754, The London Gazette dichiarò che Glasse sarebbe stata dimessa dall'incarico l'11 gennaio 1755. Durante lo stesso anno, lei e suo fratello Lancelot ripagarono la somma di 500 sterline che avevano preso in prestito congiuntamente da Sir Henry Bedingfeld due anni prima.
Sua figlia pagò le tariffe sui locali della sartoria di Tavistock Street il 1757, ma la proprietà venne dichiarata vuota l'anno successivo. Dal momento che Glasse era nuovamente caduta in difficoltà finanziarie, fu incarcerata il 22 giugno 1757 presso la prigione di Marshalsea e il mese seguente fu trasferita a Fleet Prison. Non fu trovata alcuna registrazione della sua data di uscita, ma risulta che fu scarcerata il 2 dicembre 1757, poiché in quel giorno registrò tre azioni in The Servants Directory, un nuovo libro che aveva scritto sulla gestione familiare. Non fu un'impresa commerciale di successo, anche se le edizioni plagiate di quel libro si diffusero nel Nord America.
Nel 1755, una donna di Hexham di nome Ann Cook, che stava allora reagendo a una presunta campagna di intimidazione e persecuzione da parte di Lancelot Allgood, pubblicò Proficy Cookery, contenente 68 pagine di insulti contro Glasse. Nello stesso anno, Glasse pubblicò il suo terzo e ultimo lavoro, The Compleat Confectioner che venne, ristampato più volte senza però eguagliare il successo di The Art of Cookery.
Glasse morì il primo giorno di settembre del 1770, all'età di 62 anni.

## Impatto culturale

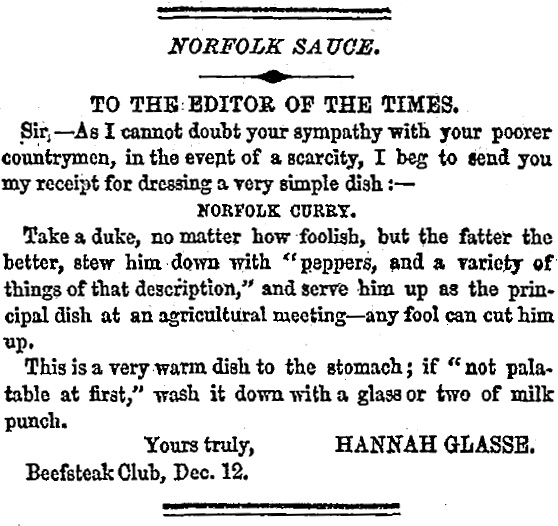
Lettera di Hannah Glasse al Times del 1845

- L'idioma prima prendi la lepre, viene erroneamente attribuita a Glasse in quanto nel suo The Art of Cookery, la ricetta per la lepre arrosto inizia con take your hare when it be cas'd, intendendo semplicemente prendere una lepre dalla pelle.[7][8]
- Nel 2006 la BBC dedicò a Glasse un documentario in cui lei veniva definita la madre della cena con invitati e "la prima dea domestica".[9]
- Oltre a servire le ricette di Glasse nello storico locale di City Tavern, a Philadelphia, Walter Staib elogiò la scrittrice nei suoi libri di cucina coloniali e nel suo programma televisivo A Taste of History.[10][11]

## Opere
- The Art of Cookery Made Plain and Easy, 1747
- The Servants Directory, Improved; Or House-keepers Companion...: To which is Added, Cookery and Pickling, Sufficient to Qualify a Person to Act as Thorough Servant in Any Family: and Many Other Particulars, Fit to be Known by the Mistress of the Family, 1762
- The Complete Confectioner: Or the Whole Art of Confectionary Made Plain and Easy. ... to Which Are Added, Some Bills of Fare for Deserts for Private Families, 1770